# Poropuntius huangchuchieni
Poropuntius huangchuchieni és una espècie de peix cipriniforme de la família dels ciprínids que es troba a Yunnan (Xina).